# カサ・デ・カンポ

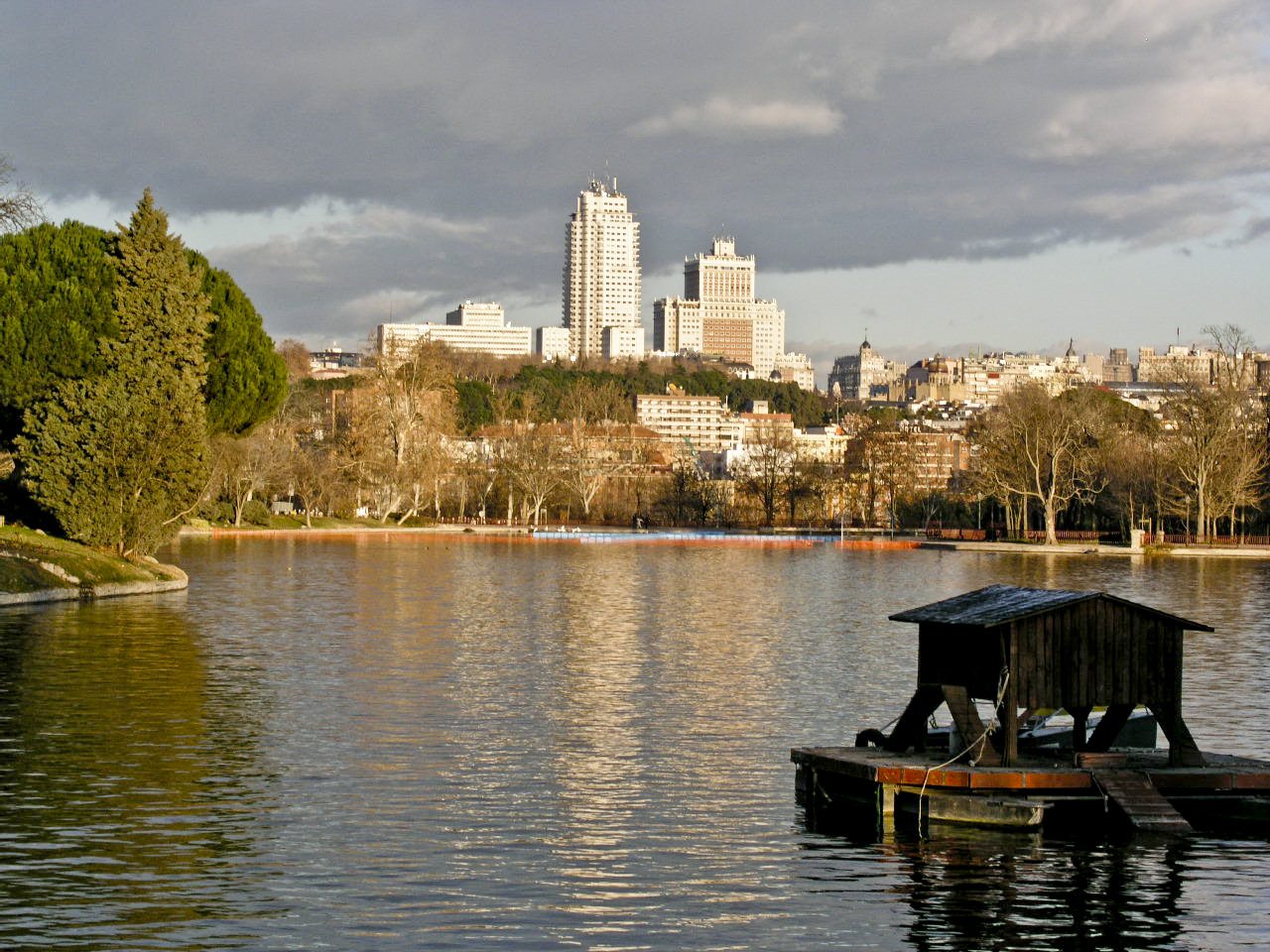
スペイン広場の後ろにあるカサ・デ・カンポの湖

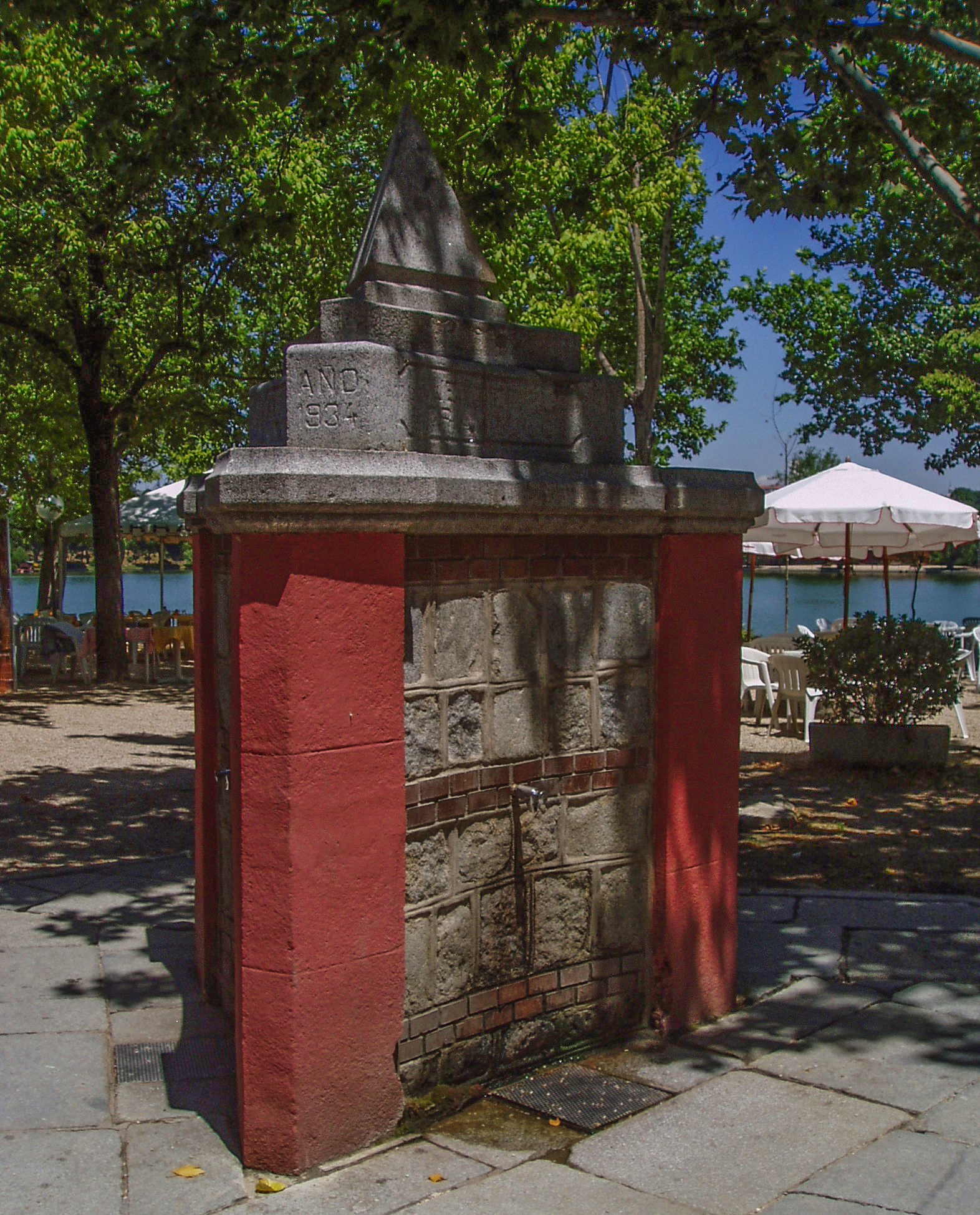
カサ・デ・カンポの三角噴水

カサ・デ・カンポ（Casa de Campo）とは、マドリード・モンクロア＝アラバカ区の西にあるスペイン最大の都市公園である。以前は王室の狩場であり、敷地面積は1,700ヘクタール（6.6平方マイル）以上である。
公園内には遊園地（パルケ・デ・アトラクショーネス）やマドリード動物園がある。マドリード市民が公園内で一日を過ごす事は一般的であり、良い天候に恵まれており、周辺ではリスやウサギ、様々な種類の鳥のような野生動物を見ることもできる。近年、湖の近くで多くの売春婦が営業しており、カサ・デ・カンポはメジャーな売春エリアとなっている。
1936年から1939年にかけてのスペイン内戦において、マドリード包囲戦の最前線はカサ・デ・カンポを縦貫し、1936年11月にそこで共和国軍は反乱軍の攻撃を停止させた。